# Cheonjusan
Cheonjusan (koreanska: 천주산, Ch’ŏnju-san) är ett berg i Sydkorea.   Det ligger i provinsen Gyeonggi, i den norra delen av landet, 50 km nordost om huvudstaden Seoul. Toppen på Cheonjusan är 425 meter över havet, eller 223 meter över den omgivande terrängen. Bredden vid basen är 3,6 km.
Terrängen runt Cheonjusan är huvudsakligen kuperad, men åt nordväst är den platt. Runt Cheonjusan är det ganska tätbefolkat, med 199 invånare per kvadratkilometer. Närmaste större samhälle är Yangju, 18,9 km sydväst om Cheonjusan. Trakten runt Cheonjusan består till största delen av jordbruksmark.